# جينيفر بان
جينيفر بان (من مواليد 17 يونيو 1986) هي امرأة كندية أدينت بارتكاب هجوم بالقتل مقابل أجر عام 2010 استهدف والديها، مما أسفر عن مقتل والدتها وإصابة والدها. وزعمت أن الجريمة كانت رد فعل على «تربية النمر» في منتصف العشرينات من عمرها. وقعت الجريمة في مقر إقامة بان في يونيونفيل، ماركهام، أونتاريو، في منطقة تورونتو الكبرى. صرح الصحفي والكاتب جيريمي جريمالدي أن هذه القضية «أسرت الكثيرين، إن لم يكن لشيء آخر سوى المؤامرة المطلقة لقضية تتعلق بقتل أمهات، وهو أمر نادر في كندا». تم العثور على بان مذنبة في عدة تهم وحكم عليها بالسجن مدى الحياة مع عدم وجود إمكانية للإفراج المشروط لمدة 25 عامًا، وهي نفس العقوبة مثل المتآمرين معها.

## النشأة والتعليم
والدة جينيفر بان، بيش ها بان (تُنطق «بيك»)، ولدت لونج والأب هوي هان بان كانوا مهاجرين من الشتات الصيني في فيتنام (فيت هوا) إلى كندا. وُلدت هان وتعلمت في فيتنام، وانتقلت إلى كندا عام 1979 كلاجئ سياسي. كما هاجر بيتش كلاجئ. تزوج الزوجان في تورنتو وعاشوا في سكاربورو. طفلاهما هما جينيفر، مواليد 1986، وفيليكس، مواليد 1989. وجدت المقالي عملاً في ماجنا الدولية، وهي شركة لتصنيع قطع غيار السيارات في أورورا (أونتاريو)، أونتاريو. عمل «هان» كصانع للأدوات والقوالب، بينما صنع قطع غيار السيارات. عمل الزوجان باستمرار بجد من أجل أموالهما لضمان حصول أطفالهما على التنشئة والفرص التي فقدوها هم أنفسهم. كان هان وبيتش مقتصدين وبحلول عام 2004 كانا مستقرين ماليًا بدرجة كافية لشراء منزل «كبير» به مرآب يتسع لسيارتين في شارع سكني في ماركهام، وهي مدينة في منطقة تورنتو الكبرى ذات عدد كبير من السكان الآسيويين. قادبيتش سيارة لكزس ES 300 وقاد هان سيارة مرسيدس بنز الفئة C (W203). لقد تراكمت لديهم مدخرات قدرها 200000 دولار.
وضع والدا جينيفر العديد من الأهداف لأطفالهم وكان لديهم توقعات عالية للغاية منهم. أُجبرت جينيفر على أخذ دروس العزف على البيانو في سن الرابعة، بالإضافة إلى دروس التزلج على الجليد حيث تدربت معظم أيام الأسبوع. كانت تأمل في أن تصبح بطلة أولمبية في التزلج على الجليد حتى أصيبت بتمزق في أربطة ركبتها. التحقت جينيفر بمدرسة ماري وارد الكاثوليكية الثانوية حيث عزفت على الناي في فرقة المدرسة. وفقًا لما ذكرته صديقتها في المدرسة الثانوية كارين ك. هو، كان يُنظر إلى هان على أنها «والد النمر الكلاسيكي» وبيتش «شريكه المتردد». اختار بانs جينيفر عندما انتهت الفصول الدراسية كل يوم وراقبوا أنشطتها اللامنهجية عن كثب. لم يسمحوا لها أبدًا بمواعدة الأولاد أثناء حضورها المدرسة الثانوية، أو حضور رقصات المدرسة الثانوية خوفًا من أن هذه الأنشطة ستصرفها عن التزاماتها الأكاديمية. لم يُسمح لجنيفر بحضور أي حفلات خلال الوقت الذي اعتقد فيه والداها أنها كانت تذهب إلى الجامعة. في سن الثانية والعشرين، «لم تكن قد ذهبت إلى نادٍ قط، ولم تكن في حالة سُكر، أو زارت كوخ صديق لها أو ذهبت في إجازة بدون عائلتها». ورد أن جينيفر وصديقاتها اعتبروا هذه التربية مقيدة وقمعية للغاية.
على الرغم من توقعات والديها العالية بأن جينيفر تحصل على درجات جيدة في المدرسة الإعدادية، إلا أن درجاتها في المدرسة الثانوية كانت متوسطة إلى حد ما (في نطاق 70٪) باستثناء الموسيقى. قامت بتزوير بطاقات التقارير عدة مرات باستخدام قوالب زائفة، خادعت والديها ليعتقدوا أنها تكسبها مباشرة. عندما فشلت جينيفر في فصل التفاضل والتكامل في الصف 12، ألغت جامعة رايرسون قبولها المبكر. نظرًا لأنها لم تستطع تحمل أن يُنظر إليها على أنها فاشلة، بدأت في الكذب على من تعرفهم، بما في ذلك والديها، وتظاهرت بأنها كانت تدرس في الجامعة. بدلاً من ذلك، جلست في المقاهي، ودرست كمدربة بيانو وعملت في مطعم لكسب المال. من أجل الحفاظ على التمثيلية، أخبرت جينيفر والديها أنها فازت بمنح دراسية، وادعت لاحقًا أنها قبلت عرضًا في برنامج علم الأدوية بجامعة تورنتو. ذهبت إلى حد شراء كتب مدرسية مستعملة ومشاهدة مقاطع فيديو متعلقة بعلم الأدوية من أجل إنشاء دفاتر ملاحظات مليئة بالملاحظات الصفية المزعومة التي يمكن أن تعرضها على والديها.
طلبت جينيفر أيضًا الإذن من والديها للبقاء بالقرب من الحرم الجامعي مع صديق طوال الأسبوع. كانت تقيم في الواقع مع صديقها، دانيال تشي كوونغ وونغ،  الذي التقت به في المدرسة الثانوية. كان من أصول صينية وفلبينية مختلطة، أقام في أياكس، وعمل في مطعم بيتزا بوسطن. انتقل وونغ، الذي كان طالبًا في ماري وارد، إلى أكاديمية كاردينال كارتر في نورث يورك، تورنتو، بسبب انخفاض الدرجات، ودرس لاحقًا في جامعة يورك. كان تاجر حشيش نشط.

## حياة الكبار
أثناء التظاهر بإكمال شهادتها في جامعة تورنتو، أخبرت بان والديها أنها بدأت العمل كمتطوعة في مستشفى الأطفال المرضى. سرعان ما ارتاب كل من هان وبيتش عندما أدركا أنها لا تحمل بطاقة هوية المستشفى أو الزي العسكري. في إحدى المرات، اتبعت بيك ابنتها إلى «العمل» وسرعان ما اكتشفت خداعها. في حالة صدمة، أرادت هان طرد جينيفر من المنزل، لكن والدتها أقنعته بالسماح لها بالبقاء. نظرًا لأنها لم تكمل دراستها الثانوية بسبب فشلها في حساب التفاضل والتكامل، بدأت في النهاية العمل لإنهاء المدرسة الثانوية تمامًا وشجعها والداها لاحقًا على التقدم للجامعة. ومع ذلك، مُنعت من الاتصال بـ وونغ أو الذهاب إلى أي مكان باستثناء وظيفتها في تدريس البيانو. ومع ذلك، تحدثت هي وونغ سرا خلال هذه الفترة.
بحلول الوقت الذي كانت فيه جينيفر تبلغ من العمر 24 عامًا، كان وونغ قد سئم من محاولة متابعة علاقة معها، حيث كانت جينيفر مرعبة للغاية ومقيدة من قبل والديها لدرجة أنها عاشت في المنزل ولم تقابله إلا في السر. قطع وونغ علاقته مع جينيفر وبدأ في مواعدة امرأة شابة أخرى. بعد معرفة العلاقات الجديدة، زعم بان لـ وونغ أن رجلاً قد دخل منزلها، موضحًا ما يبدو أنه شارة شرطة، وبعد ذلك هرع العديد من الرجال واغتصبوها جماعيًا. ادعت أنه بعد ذلك، تم إرسال رصاصة إليها بالبريد، وأن كلا الحدثين تم تدبيرهما بواسطة صديقة وونغ الجديدة.

## قتل
في ربيع عام 2010، كان بان على اتصال بأندرو مونتمايور، وهو صديق في المدرسة الثانوية، تدعي أنه تفاخر في سنوات دراستهم الثانوية بسرقة الناس عند نقطة السكين، وهو تأكيد نفاه مونتيمايور. قدمها مونتمايور إلى ريكاردو دنكان، «الفتى القوطي» الذي تدعي بان أنها أعطته 1500 دولار لقتل والدها في ساحة انتظار السيارات في مكان عمله. زعمت دنكان أنها أعطته ذات مرة 200 دولار لليلة في الخارج، لكنه أعادها، ورفضها عندما طلبت منه قتل والديها.
عاد الاتصال بين بان وونغ في هذا الوقت، ووفقًا للشرطة، توصلوا إلى خطة لتوظيف قاتل محترف مقابل 10000 دولار لقتل والديها، بحساب أنها سترث بعد ذلك 500 ألف دولار. خططوا للتحرك معا. ربط وونغ بان مع رجل،  لينفورد روي كروفورد،  مولود في جامايكا، وأعطاها بطاقة SIM وآيفون حتى تتمكن من الاتصال بكروفورد دون استخدام هاتفها الخلوي المعتاد. اتصل كروفورد برجل آخر،  يُدعى إريك شون «قناص» كارتي،  والذي اتصل بدوره بديفيد ميلفاغانام المولود في مونتريال. عاش كروفورد في برامبتون وعاش ميلفاغانام في تورنتو، بينما  الذي عاش سابقًا في ريكسديل بتورنتو،  سكن ثابت في ذلك الوقت. ذكر التاج (الادعاء) أن ميلفاغانام كان أحد القتلة. أُدين كارتي لاحقًا بجريمة قتل لا علاقة لها عام 2009.
ووقعت جريمة القتل في منزل بان في حي يونيونفيل في ماركهام، أونتاريو. في 8 نوفمبر 2010، فتحت بان الباب الأمامي لمنزل العائلة عندما ذهبت إلى الفراش، ثم تحدثت عبر الهاتف إلى ميلفاغانام. بعد ذلك بوقت قصير، دخل ميلفاغانام وشخصان آخران المنزل من خلال الباب الأمامي المفتوح، وجميعهم يحملون أسلحة. في شهادة المحكمة، لم يثبت التاج هوية القاتلين الآخرين؛ كان وونغ وكروفورد في العمل. وذكر كارتي أنه كان السائق لمن اقتحموا المنزل، وأنه اختارهم وشارك في التخطيط للهجوم. ولم يذكر أنه كان أحد الثلاثة أو أنه هاجم آخرين بشكل مباشر. هوية الزناد ما زالت مجهولة.
بعد المطالبة بكل الأموال الموجودة في المنزل ونهب غرفة النوم الرئيسية، أخذ الرجال الثلاثة بيتش وهان إلى الطابق السفلي حيث أطلقوا النار عليهم عدة مرات. قُتلبيتش لكن هان نجا من جروحه. ثم أخذ الرجال الثلاثة جميع النقود الموجودة في المنزل بما في ذلك 2000 دولار من بان وغادروا. زعمت بان أنهم قيدوها، لكنها تمكنت من تحرير يديها والاتصال بالرقم 9-1-1. عولج هان بان في مستشفى ماركهام ستوفيل،  قبل أن يتم نقله إلى وحدة الصدمات  في مستشفى صنيبروك في تورنتو،  بالطائرة.

## التحقيق والاعتقالات
في الليلة التي أعقبت القتل، خضعت بان لمقابلة مع الشرطة لأول مرة. تم القبض على بان في 22 نوفمبر 2010  خلال مقابلتها الثالثة في مركز شرطة ماركهام (المنطقة الخامسة) بشرطة يورك الإقليمية. خلال تلك المقابلة، اعترفت بان بأنها استأجرت القتلة، لكنها زعمت أنها استأجرتهم لقتلها وليس والديها. ضابط الشرطة المستجوب، ويليام «بيل» جويتز،  أخبر بان كذباً أن لديه برنامج كمبيوتر يمكنه تحليل الأكاذيب في البيانات وأن هناك أقماراً صناعية تستخدم تقنية الأشعة تحت الحمراء لتحليل التحركات في المباني؛  في كندا، يُسمح للشرطة قانونًا بالكذب على من تستجوبهم فيما يتعلق بالأدلة في المحاكمة،  وكذلك فيما يتعلق بالاستراتيجيات التي يستخدمونها. استخدم جويتز تقنية ريد للحصول على اعتراف بان.
تم القبض على ميلفاغانام في جين فينش مول في نورث يورك، تورنتو في 14 أبريل 2011. تم القبض على كارتي في السجن الذي احتجز فيه، مجمع مابليهورست الإصلاحي في ميلتون، أونتاريو، في 15 أبريل 2011. تم القبض على وونغ في 26 أبريل 2011 في مكان عمله. كان كروفورد هو المشتبه به الأخير الذي تم القبض عليه ودخل الحجز في 4 مايو 2011 في برامبتون.

## محاكمة
بدأت محاكمة بان وشركائها في 19 مارس 2014 في نيوماركت واستمرت لمدة عشرة أشهر. ودفع الجميع ببراءتهم من تهم القتل العمد من الدرجة الأولى والشروع في القتل والتآمر لارتكاب جريمة قتل. في المحاكمة، تضمنت أدلة شرطة يورك الإقليمية تتبعًا شاملاً لتحركات الأجهزة المحمولة وحركة الرسائل النصية، بما في ذلك أكثر من 100 رسالة تم إرسالها بين بان وونغ في الساعات الست التي سبقت القتل. تركز المزيد من الأدلة حول الطبيعة غير النمطية «للاقتحام» و «السرقة» وإطلاق النار والمخالفات في شهادة بان. كما تم تفصيل هوس بان بـ وونغ، وافتقارها للعاطفة الحقيقية والاعتراف بالهجوم، والاعتراف بالصدمة التي تعرضت لها. كانت المخالفة الرئيسية هي أن بان لم يتعرض للاعتداء، أو معصوب العينين، أو نقله إلى الطابق السفلي، أو إطلاق النار عليه، تاركًا وراءه شاهد عيان على الهجوم. الأدلة من هان، والتي تختلف اختلافًا كبيرًا عن نسخة بان، قوضت أيضًا مصداقيتها. تضمنت المحاكمة أكثر من 200 معروضات؛ وأدلى أكثر من 50 شاهدا بشهاداتهم في المحاكمة.
أُدين كل من بان وونغ وميلفاغانام وكروفورد في 13 ديسمبر 2014، وحُكم على كل منهم بالسجن المؤبد مع عدم وجود فرصة للإفراج المشروط لمدة 25 عامًا.
في الأصل، تمت محاكمة كارتي مع الجناة الآخرين. أصيب إدوارد سابيانو، محامي كارتي، بالمرض،  لذا في صيف عام 2014 أُعلن بطلان قضيته. في ديسمبر 2015، حُكم على كارتي بالسجن 18 عامًا بعد أن اعترف بالذنب بالتآمر لارتكاب جريمة قتل، مع الأهلية للإفراج المشروط بعد تسع سنوات. وفقًا لكارتي، لم يكن يرغب في إخضاع هان بان لمحاكمة جنائية أخرى.

### العقوبات والسجن
حُكم على جينيفر بان بالسجن المؤبد مع عدم وجود فرصة للإفراج المشروط لمدة 25 عامًا بتهمة قتل والدتها ومحاولة قتل والدها. طلب والد وشقيق بان أمرًا من المحكمة يمنعها من الاتصال بأفراد عائلتها مرة أخرى. على الرغم من اعتراضات محامي الدفاع، قدم القاضي الأمر. تم حظر بان أيضًا من الاتصال بـ وونغ مرة أخرى.

## رد فعل وسائل الإعلام
ووفقًا لصحيفة ساوث تشاينا مورنينج بوست، فإن القضية «تسببت في حدوث صدمة في جميع أنحاء كندا والشتات الآسيوي». اقترح مقال افتتاحي في صحيفة شمال غرب آسيا الأسبوعية النظر في «فكرة التعرف على الأعراض العقلية والنفسية التي ربما تكون الأبوة والأمومة قد ذهبت بعيدًا جدًا» في منزل عموم. جلبت قصة كتبها كارين ك. هو في مجلة تورنتو لايف القصة انتباهًا واسعًا من خلال تأطيرها على أنها مثال على أن الأبوة والأمومة للنمور ذهبت بشكل خاطئ بشكل مأساوي. في عام 2016، نشر الصحفي جيريمي جريمالدي كتاب جريمة حقيقي عن بان بعنوان الخداع ابنة القاتلة: قصة جنيفر بان. وملف القضية، بلدي المفضلة القتل وجرائم العاطفة دبليو و النساء القاتل غطت سلسلة أيضا في القضية.

## ما بعد الوفاة
أقيمت جنازة بيتش ها بان في 15 نوفمبر 2010، وأقيمت في كنيسة أوغدن في سكاربورو. أقيمت جنازة لوالد بيتش ها، وفقًا لـبان، قبل بيتش ها لإرضاء العرف الصيني الذي يطلب من الأعضاء الأكبر سنًا في العائلة إقامة جنازاتهم أولاً. نظمت جينيفر بان كلا الجنازات وطُلب منها القيام بذلك. دفن بيش ها في 19 نوفمبر. لم يتمكن هان بان من الحضور بسبب إصابته.